# Leonardo Navarro
Leonardo Navarro, teljes nevén José Leonardo Navarro Galíndez  (?–?) mexikói válogatott labdarúgó, csatár. Sem születési idejéről, sem esetlegesen azóta bekövetkezett haláláról nincs adat.

## Karrierje
Teljes pályafutása során az Atlante játékosa volt.
A mexikói válogatottal összesen két meccse és egy gólja van, mind az 1950-es világbajnokságról.